# Mimela sparsepilosa
Mimela sparsepilosa är en skalbaggsart som beskrevs av Ohaus 1915. Mimela sparsepilosa ingår i släktet Mimela och familjen Rutelidae. Inga underarter finns listade i Catalogue of Life.